# Rode treksprinkhaan
De rode treksprinkhaan (Nomadacris septemfasciata) is een rechtvleugelig insect uit de familie van de veldsprinkhanen (Acrididae). De wetenschappelijke naam van deze soort is gepubliceerd in 1838 door Seville. De sprinkhaan komt voor in Sub-Saharaans Afrika en kan in grote zwermen uitbreken. De Nederlandse naam verwijst naar kleur van de achtervleugels van volwassen exemplaren.
Onder meer op Madagaskar zorgt deze soort voor enorme economische schade door jarenlange sprinkhanenplagen. Om de twee maanden ontstaat een nieuwe generatie sprinkhanen, die de plaag verderzetten.